# Municipio de Scott (condado de Poinsett)
El municipio de Scott (en inglés: Scott Township) es un municipio ubicado en el condado de Poinsett en el estado estadounidense de Arkansas. En el año 2010 tenía una población de 1011 habitantes y una densidad poblacional de 5,41 personas por km².

## Geografía
El municipio de Scott se encuentra ubicado en las coordenadas 35°29′41″N 90°43′26″O / 35.49472, -90.72389. Según la Oficina del Censo de los Estados Unidos, el municipio tiene una superficie total de 187.03 km², de la cual 185.57 km² corresponden a tierra firme y (0.78%) 1.46 km² es agua.

## Demografía
Según el censo de 2010, había 1011 personas residiendo en el municipio de Scott. La densidad de población era de 5,41 hab./km². De los 1011 habitantes, el municipio de Scott estaba compuesto por el 92.88% blancos, el 2.37% eran afroamericanos, el 0.59% eran amerindios, el 0.3% eran asiáticos, el 0.1% eran isleños del Pacífico, el 1.78% eran de otras razas y el 1.98% pertenecían a dos o más razas. Del total de la población el 2.08% eran hispanos o latinos de cualquier raza.